# Trichodesma aellenii
Trichodesma aellenii är en strävbladig växtart som beskrevs av H. Riedl. Trichodesma aellenii ingår i släktet Trichodesma och familjen strävbladiga växter. Inga underarter finns listade i Catalogue of Life.